# Hank Aaron
Hank Aaron   (Mobile, 5 de febrer de 1934 - Atlanta, 22 de gener de 2021) va ser un jugador professional de beisbol estatunidenc que va jugar 23 temporades a les lligues majors (1954-1976). Va passar 21 temporades amb l'Atlanta Braves a la Lliga Nacional de Beisbol (NL) i dues temporades amb els Milwaukee Brewers a la Lliga Americana de Beisbol (AL). Va superar els rècords de bateig establerts per alguns dels millors batedors del joc, incloent Babe Ruth, Ty Cobb i Stan Musial.

## Biografia
Aaron va néixer a Mobile, Alabama, fill d'Herbert Aaron Sr. i Estella (Pritchett) Aaron. Tenia set germans. Tommie Aaron, un dels seus germans, també va jugar a la Major League Baseball. Quan l'Aaron es va retirar, ell i el seu germà tenien el rècord de la majoria de home runs de la seva carrera d'un parell de germans (768).
Si bé va néixer a una secció de Mobile coneguda com Down the Bay, va passar la major part de la seva joventut a Toulminville. Aaron va créixer en una família pobra. La seva família no es podia permetre l'equip de beisbol, així que va practicar colpejant taps d'ampolles amb pals. Crearia els seus propis ratpenats i pilotes amb materials que trobava als carrers. El seu ídol de la infància va ser l'estrella del beisbol Jackie Robinson. L'Aaron va anar a la Central High School com a estudiant de primer i segon any.  Com la majoria de les escoles secundàries, no tenien beisbol organitzat, així que va jugar al camp i a la tercera base per als Mobile Black Bears, un equip semiprofessional. Aaron era membre dels Boy Scouts of America.
Tot i que va batejar amb la mà creuada (com a batedor dretà, amb la mà esquerra per sobre de la dreta), Aaron es va establir com un batedor poderós. Com a resultat, el 1949, als 15 anys, Aaron va fer la seva primera prova amb una franquícia de la MLB, els Brooklyn Dodgers; però, no va formar l'equip. Després d'això, Aaron va tornar a l'escola per acabar la seva educació secundària, assistint al Josephine Allen Institute, una escola secundària privada d'Alabama. Durant el seu primer any, Aaron es va unir als Prichard Athletics, un equip independent de la lliga negra, seguit dels Mobile Black Bears, un altre equip independent de la lliga negra. Mentre estava als Bears, Aaron va guanyar 3 dòlars per partit (40 dòlars avui), que era un dòlar més del que va guanyar mentre estava a l'atletisme.

## Rècords
El 1974 va batre el seu 715è home run, trencant el rècord de Babe Ruth, que havia estat vigent des del 1935. El seu rècord de 755 home run seria superat per Barry Bonds el 2007. Va fer 24 o més home runs cada any des del 1955 fins al 1973 i és un dels dos únics jugadors que va aconseguir fer-ne 30 o més en una temporada almenys quinze vegades.
Aaron té els rècords de la MLB amb la majoria de carreres impulsades (RBI) (2.297), batades de base extra (1.477) i bases totals (6.856). El rècord total de bases és significatiu si es té en compte que en el moment de la seva jubilació havia recorregut més de 12 milles per arribar a les bases que qualsevol altre jugador de la història de la MLB. Aaron també és el tercer de tots els temps en èxits de carrera (3.771) i el cinquè en carreres anotades (2.174). És un dels quatre jugadors que ha tingut almenys 17 temporades amb 150 o més llançaments. L'habilitat d'Aaron com a batedor es pot il·lustrar perquè va fer més de 3.000 cops, fins i tot sense comptar cap dels seus home runs.

## Trajectòria
Va aparèixer breument a la Lliga Negra Americana i a la lliga menor de bèisbol abans de començar la seva carrera a la lliga major. A la seva darrera temporada a la MLB, Aaron va ser l'últim exjugador de beisbol de la lliga negra en una llista de la lliga major. Durant el seu temps a la Major League Baseball, i especialment durant la seva carrera pel rècord de home runs, Aaron i la seva família van patir extenses amenaces racistes. Les seves experiències van alimentar el seu activisme durant el moviment afroamericà pels drets civils.
Aaron va jugar la gran majoria dels seus jocs de la MLB a la banda dreta, tot i que va aparèixer en diverses altres posicions. En les seves dues últimes temporades, va ser principalment un batedor designat. Va ser un All-Star de la Lliga Nacional durant 20 temporades i un All-Star durant una temporada, i té el rècord de més seleccions d'All-Star (25), i comparteix el rècord d'All-Stars jugats (24) amb Willie Mays i Stan Musial. Va ser tres vegades guanyador del Gold Glove (guant d'or) i el 1957 va guanyar el premi al jugador més valuós (MVP) de la Liga Nacional quan els Milwaukee Braves van guanyar la World Series.

## Carrera posterior al joc

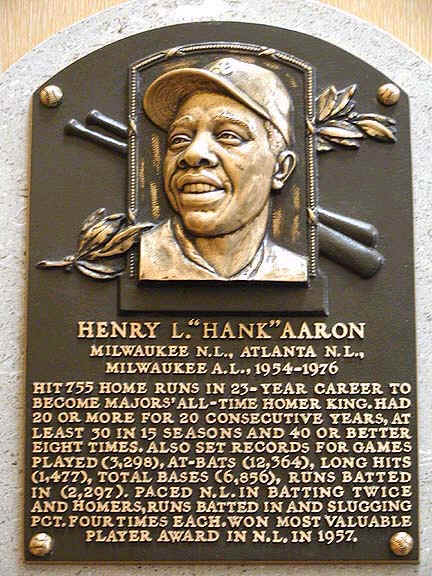
Placa del Saló de la Fama de Hank Aaron al Saló de la Fama del Beisbol de Cooperstown, Nova York

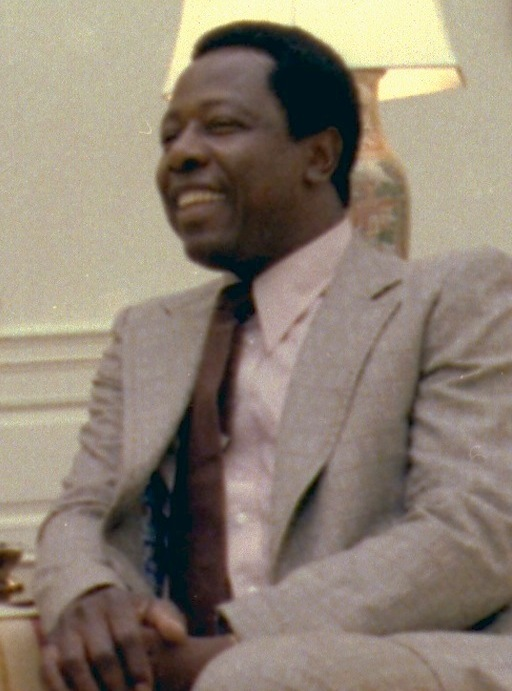
Hank Aaron durant la seva visita a la Casa Blanca el 5 d'agost de 1978

Després de la seva jubilació, Aaron va ocupar càrrecs d'oficina amb els Atlanta Braves, inclòs el càrrec de vicepresident sènior. El 1988, Aaron va ser inclòs al saló de la fama del Wisconsin Athletic. El 1999, The Sporting News va situar Aaron al cinquè lloc a la seva llista dels 100 millors jugadors de beisbol. El 1982, va ser inclòs al Saló de la Fama del Beisbol en el seu primer any d'elegibilitat. Aquell mateix any, la MLB va presentar el premi Hank Aaron per reconèixer els millors jugadors ofensius de cada lliga. Va ser guardonat amb la Medalla Presidencial de la Llibertat l'any 2002. Va ser distingit a Geòrgia l'any 2010 per la Georgia Historical Society en reconeixement dels èxits que reflecteixen els ideals dels fundadors de Geòrgia. Aaron va residir prop d'Atlanta fins a la seva mort.
Després de la temporada de 1976, Aaron es va incorporar als Braves com a executiu. L'1 d'agost de 1982, va ser inclòs al Saló de la Fama del Beisbol, després d'haver rebut el 97,8% de les paperetes, només per darrere de Ty Cobb, que havia rebut el 98,2% de vots a les eleccions inaugurals del Saló de la Fama de 1936. Aleshores, Aaron va ser nomenat vicepresident i director de desenvolupament de jugadors dels Braves. Això el va convertir en una de les primeres minories a la direcció de nivell superior de la Major League Baseball.
El desembre de 1980, Aaron es va convertir en vicepresident sènior i assistent del president dels Braves. Va ser el vicepresident corporatiu de relacions amb la comunitat de Turner Broadcasting System, membre del consell d'administració de la companyia i el vicepresident de desenvolupament empresarial de The Airport Network. El 21 de gener de 2007, Major League Baseball va anunciar la venda dels Atlanta Braves. En aquest anunci, el comissari de beisbol Bud Selig també va anunciar que Aaron tindria un paper important en la gestió dels Braves, formant programes a través del beisbol de lligues majors que fomentaran l'afluència de minories al beisbol. Aaron va fundar el programa Hank Aaron Rookie League.
Poc abans de l'inici de la temporada de beisbol del 2002, Aaron es va unir al batedor dels Gegants de San Francisco, Barry Bonds, després de la seva actuació que va batre rècords la temporada anterior, per fer un anunci de televisió que es va emetre durant el Super Bowl XXXVI, en el qual Aaron va intentar en broma persuadir a Bonds de retirar-se abans de batre el rècord.
Quan Bonds va començar a apropar-se al rècord durant la temporada de 2007, Aaron va fer saber que, tot i que va reconèixer els èxits de Bonds, no estaria present quan Bonds batés el rècord. Hi va haver una gran especulació que es tractava d'un rebuig de Bonds basat en la creença generalitzada que Bonds havia utilitzat fàrmacs i esteroides per millorar el rendiment per ajudar-lo. No obstant això, alguns observadors van mirar enrere la història personal d'Aaron, assenyalant que havia minimitzat la seva pròpia ruptura del rècord de tots els temps de Babe Ruth i suggerint que Aaron simplement estava tractant Bonds d'una manera similar. En una entrevista posterior amb la personalitat de la televisió esportiva d'Atlanta Chris Dimino, Aaron va deixar clar que la seva reticència a assistir a qualsevol celebració d'un nou rècord es basava en la seva convicció personal que al beisbol no es tracta de batre rècords, sinó simplement de jugar al màxim de les seves possibilitats. Després que Bonds va batre el seu rècord 756è home run el 7 d'agost de 2007, Aaron va fer una aparició sorpresa a la pantalla de vídeo JumboTron a AT&T Park a San Francisco per felicitar Bonds pel seu èxit:
| « | M'agradaria felicitar a Barry Bonds per fer-se el líder de la carrera de jonrons del beisbol. És un gran èxit que requereix habilitat, longevitat i determinació. Al llarg del segle passat, el home run ha ocupat un lloc especial al beisbol i he tingut el privilegi de mantenir aquest rècord durant 33 d'aquests anys. Em mudo ara i ofereixo els meus millors desitjos a Barry i a la seva família en aquest èxit històric. La meva esperança avui, com va ser aquella nit d'abril de 1974, és que l'assoliment d'aquest disc inspiri els altres a perseguir els seus propis somnis. | » |

L'autobiografia d'Aaron, I Had A Hammer, coescrita amb l'ajuda de l'escriptor Lonnie Wheeler, es va publicar el 1990 i va ser finalista del premi Casey. El títol del llibre és una obra de teatre sobre el seu malnom, The Hammer o Hammerin' Hank, i el títol de la cançó popular  If I Had a Hammer . Aaron era propietari de Hank Aaron BMW del sud d'Atlanta a Union City, Geòrgia, on va incloure una pilota de beisbol autografiada amb cada cotxe venut. Aaron també era propietari de concessionaris Mini, Land Rover, Toyota, Hyundai i Honda a tota Geòrgia, com a part del grup Hank Aaron Automotive. Aaron va vendre tot menys el concessionari Toyota a McDonough el 2007. A més, Aaron era propietari d'una cadena de 30 restaurants a tot el país.

## Vida personal

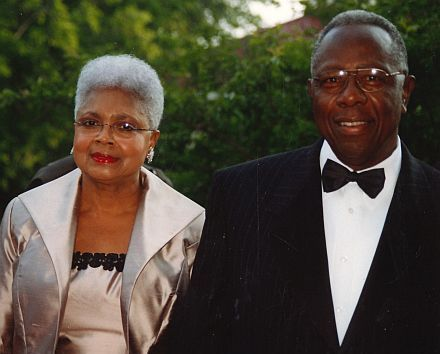
Aaron amb la seva segona dona, Billye

El primer matrimoni d'Aaron va ser amb Barbara Lucas el 1953. Van tenir cinc fills: Gary, Lary, Dorinda, Gaile i Hank Jr. Es va divorciar de Barbara el 1971 i es va casar amb Billye Suber Williams el 13 de novembre de 1973. Aaron va adoptar la filla de Billye, Ceci, del seu primer matrimoni amb l'activista dels drets civils Samuel Woodrow Williams.
Tot i ser conegut públicament i professionalment com Hank, Aaron va preferir utilitzar el seu nom de pila, Henry. L'antic nom va sorgir quan Don Davidson, el director de relacions públiques dels Milwaukee Braves, va començar a referir-se a ell com a tal en un esforç per fer que el jugador tranquil i de parla suau semblés més accessible per als aficionats i la premsa.
El besnét d'Aaron, Kimani Vidal, va ser seleccionat pels Los Angeles Chargers al draft de la NFL de 2024.